# Wessobrunn
Wessobrunn è un comune tedesco di 2 081 abitanti, situato nel land della Baviera.

## Amministrazione

### Gemellaggi
- Montecchio